# Castillo del Cuerno
El castillo del Cuerno es una fortaleza situada en el término municipal español de Fuentes de León, provincia de Badajoz, Extremadura.
Está construido donde en época visigoda hubo un lugar de culto cristiano dedicado a San Vicente. Es una fortaleza de origen califal del siglo IX enclavada en el frente defensivo del reino aftasí de Badajoz. Tras la conquista cristiana del siglo XIII, el asentamiento pasa a formar parte de la Orden del Temple y tras la caída de esta, de la Orden de Santiago.
Tras la ruina progresiva que amenazaba el castillo, en 2008 finalizaron las actuaciones de consolidación.